# Huguccio de Pisa
Huguccio (falecido em 1210) era um jurista e canonista italiano. Estudou em Bolonha, provavelmente no curso ministrado por Gandolphus, e ensinou direito canônico na mesma cidade, talvez na escola ligada ao mosteiro dos Santos Nabor e Félix. Tornou-se bispo de Ferrara em 1190.
Entre seus alunos estava Lotário de Conti, depois eleito Papa como Inocêncio III, que o mantinha em alta estima, como é demonstrado pelos importantes casos que o pontífice lhe submeteu, cujos vestígios ainda permanecem no "Corpus Juris". Duas cartas dirigidas por Inocêncio III a Huguccio foram inseridas nas Decretais de Gregório IX. Huguccio escreveu uma "Summa" no "Decretum" de Graciano, concluído em torno de 1187-1190, sendo o comentário mais extenso e talvez o mais autoritário dessa época. Huguccio também argumentou, em uma opinião amplamente conhecida, que um papa que caiu em heresia automaticamente perde seu cargo, sem a necessidade de um julgamento formal.